# 4733 ORO
أو أر أو (ويعرف أيضًا باسم 4733 أو أر أو وفق تسمية الكوكب الصغير) (بالإنجليزية: ORO)‏ هو كويكب ضمن حزام الكويكبات؛ وترتيبه 4733 من حيث الاكتشاف.
اكتُشف هذا الجُرم الفلكي بواسطة Oak Ridge Observatory ‏ في 19 أبريل 1982.

## وصلات خارجية
- 4733 ORO في قاعدة بيانات مختبر الدفع النفاث لأجرام النظام الشمسي الصغيرة

- الاكتشاف · مخطط المدار ·  العناصر المدارية · المعلمات المادية

- 4733 ORO على موقع ويكي سكاي: DSS2, SDSS, GALEX, IRAS, Hydrogen α, X-Ray, Astrophoto, Sky Map, Articles and images